# Carl Wilhelm Schnars

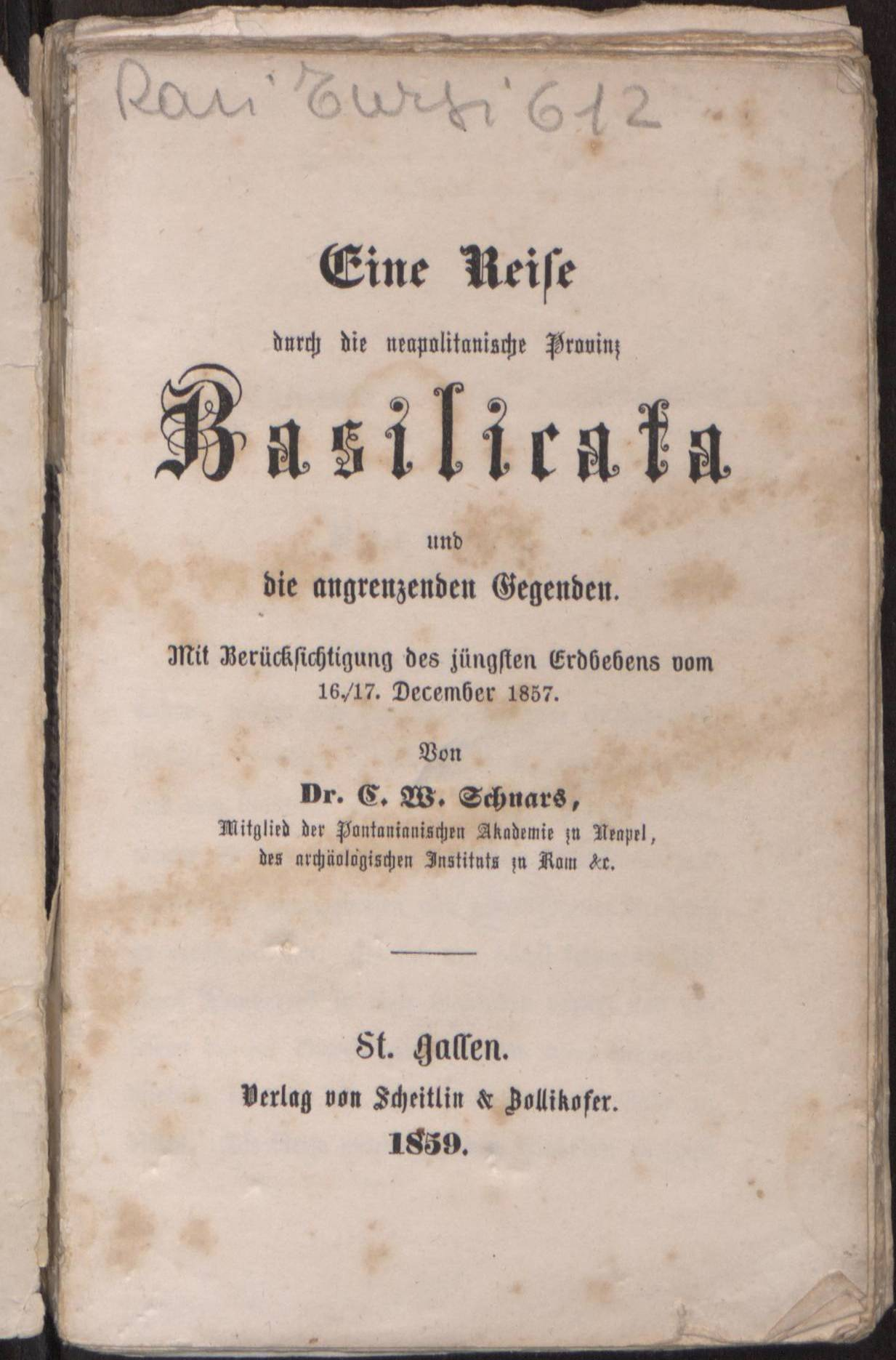
Eine Reise durch die neapolitanische Provinz Basilicata, 1859

Carl Wilhelm Schnars (Amburgo, 13 novembre 1806 – Baden-Baden, 20 maggio 1879) è stato un archeologo, giornalista e viaggiatore tedesco. Egli ha aperto la Foresta Nera al turismo moderno. La sua Guida alla Foresta Nera apparve in quasi 100 edizioni nel 1928.

## Biografia
Carl Wilhelm Schnars nacque il 13 novembre 1806 ad Amburgo come figlio del broker di zucchero Johann Christopher Wilhelm Schnars (1782-1866) e di sua moglie Johanna Sophia Friederike, nata Wichers (1781-1846). Studiò medicina e chirurgia all'Università "Martin Lutero" di Halle-Wittenberg, laureandosi nel 1829. Dal matrimonio con Louise Mutzenbecher (1809-1891), da cui divorziò dopo sette anni nel 1840, ebbe tre figli. Libero da legami familiari, Schnars si recò in qualità di corrispondente dell'Allgemeine Zeitung, visitò l'Asia minore e l'Egitto. Dopo questo viaggio in Oriente, si stabilì a Napoli. Negli anni Quaranta dell'Ottocento partecipò a numerosi scavi archeologici e divenne membro dell'Accademia Pontaniana, della sezione Botanica della Società Italiana dei Naturalisti e Medici di Napoli e dell'Istituto Archeologico Germanico di Roma. Non del tutto ignaro del tumulto a Napoli nel 1848, Schnars si trasferì a Costanza nel 1849 e divenne membro onorario della Società Antiquaria di Zurigo.  Dai suoi mutevoli luoghi di residenza a Costanza, Friburgo, Heidelberg e Lindau, emerse nel 1856 come autore di guide di viaggio e scrittore di viaggi. A partire dal 1856 con una descrizione del Lago di Costanza e dei suoi dintorni, nel 1859 eseguì un diario di viaggio sulla Basilicata italiana, dopo il terremoto del 1857.
Schnars raggiunse la sua svolta con la Guida alla Foresta Nera pubblicata per la prima volta a Heidelberg e Friburgo nel 1865. Divenne un pioniere della moderna turismo nella Foresta Nera, a cui ha aperto sistematicamente anche gli angoli più remoti con i suoi consigli per escursioni di più giorni. A Friburgo nel 1869, Schnars si preparò per un viaggio in Messico, che non riuscì a fare. Segue un soggiorno a Torino. 
A nome del Granduca, Schnars scrisse un manuale sulla ferrovia della Foresta Nera da Offenburg a Singen nel 1874. 
Carl Wilhelm Schnars morì dopo una breve malattia il 20 maggio 1879 nella sua casa di riposo a Baden-Baden.

## Viaggio in Basilicata
Karl Wilhelm Schnars giunse nel Melfese dalla limitrofa Puglia prima del terremoto del dicembre 1857. Egli si trovava in Italia già dal 1840, attratto da questa terra che "gli ricordava le nordiche immagini del mondo alpino". Di questi viaggi, ed in particolare di quello in terra lucana scrisse sul periodico "Ausland", dove si concentrò molto sulla descrizione della situazione nei centri lucani post sisma. Il diario di Schnars è più di carattere aneddotico che storico ed è intriso di simpatiche vicende. Egli, dopo aver visitato la Puglia, attraversando Brindisi, Lecce e Taranto, arrivò a Canosa da dove una carrozzella a due ruote, il "corricolo", lo portò alla città confine della Basilicata, Lavello, dove giunse il 22 novembre. Qui arrivò il giorno della festa di San Mauro, le cui celebrazioni erano però state rinviate causa pioggia e venne accolto con stupore da alcuni pastori per l'inusualità di compiere un viaggio da Canosa a Lavello in carrozza. Venne poi ospitato, per la notte, dal dottor Giaculli, la cui moglie partorì il primo figlio maschio dopo otto figlie femmine, il quale prese uno dei nomi di battesimo del medico di Amburgo. Dopo aver visitato la donna, il medico venne presentato alla famiglia Rapolla di Venosa, con cui visitò la città oraziana il giorno dopo. Durante il percorso ammirò il paesaggio del Vulture, ricco di vegetazione e di coltivazioni di vite e ulivo, attraversò poi la fiumara di Venosa e giunse nell'antica cittadina romana. Venne quindi accolto nel castello della famiglia Rapolla, da cui ebbe in dono libri e oggetti antichi. Schnars, che amava le scienze e l'archeologia, conosceva già le iscrizioni rinvenute negli scavi e rimase molto colpito dalle rovine della Santissima Trinità, che a suo dire giustificavano da sole un viaggio a Venosa. Dopo aver visitato la residenza della famiglia Rapolla, ed essersi fermato nel loro giardino a discutere di temi religiosi, il medico tornò a Lavello, dove poté assistere ai festeggiamenti rimandati il giorno precedente. Essi consistevano in una gara di fuochi d'artificio tra due contadini di Barile, dove questa arte era molto praticata, e il medico fece da giudice alla competizione. Alla fine della festa, partecipò al battesimo del figlio di Giaculli e il giorno dopo partì verso Rionero, dove affittò dei muli per Melfi. Giunto lì, nella taverna di Donna Serafina, venne prelevato per una visita alla casa del Sotto-Intendente della città e assediato fino a tarda ora da alcuni speculatori. Egli annotò i viaggi compiuti da altri studiosi nella città normanna, evidenziando come le tracce nel Duomo della presenza normanna e bizantina si siano quasi perse a causa dei restauri. Schnars vede Melfi come un "ritrovo di nobili e decadute famiglie, che conducono una vita isolata giocano a carte e chiacchierando. Da Melfi acese il monte Vulture, visitando i laghi e l'abbazia di San Michele Arcangelo, e raggiunse poi Rionero che definisce come la città più pulita e meglio costruita della provincia.  Attraverso Atella raggiunse poi Iscalunga e la mattina del 26 novembre fu a Lagopesole, antica residenza di Federico II, dove visitò l'omonimo lago, rimanendo meravigliato dalle isolette galleggianti. Si diresse poi attraverso la strada maestra verso Avigliano, dove il suo arrivo fu accolto con molta curiosità tant'è che i Corbo, una delle più importanti famiglie lucane, lo prelevarono e lo ospitarono nella loro casa "dominata da un lusso fuori modo e da una buona biblioteca".  Schnars delinea l'atteggiamento diffidente da parte della borghesia meridionale nei confronti dei discorsi sulla politica, i quali, dopo i fatti del 1848, venivano evitati. Egli annotò inoltre il modo di vestirsi degli aviglianesi: gli uomini, con un taglio monacale, indossavano vestiti blu, giacche, mantelli e cappelli a punta mentre le donne dei costumi scuri e grandissimi orecchini tondi. Il pomeriggio stesso, Schnars si diresse verso Potenza, dove non trovò alloggio in due locande e decise quindi di dormire all'aria aperta per protesta. Questa voce si sparse ed arrivò al sacerdote Pace, direttore del Liceo e professore di storia e geografia, che lo invitò a dormire nella sede della scuola potentina, dove ricevette molte visite di persone incuriosite dal suo viaggio. Il giorno dopo, si recò a Pietragalla e Acerenza, attratto dalla storia di quella città, che visitò con molto interesse. Dopodiché raggiunse Tolve e si diresse a cavallo verso Vaglio, dove si lavorava alla costruzione di una strada che doveva collegare la cittadina a Gravina e Bari. Oltrepassando i centri di Potenza e Picerno, raggiunse Vietri di Potenza, dove rimase impressionato dalla bellezza del paesaggio, che definisce simile ad un quadro. Qui, il 29 novembre, annotò il modo di vestirsi delle donne, che prediligevano i colori scuri ma apprezzavano anche il blu e il rosso. La sera giunse alla Taverna di Pertosa e la mattina dopo attraversò la valle del Diano, sostando nella città di Padula. Schnars visitò poi la Certosa di San Lorenzo, ridotta in rovina dai francesi, e attraverso il bosco di Tramutola, raggiunse Grumento, dove trascorse la notte a casa della persona indicata come la migliore guida per le antichità di Grumento. Così, il giorno dopo, si dedicò alla visita delle rovine della città romana, tra cui due anfiteatri, lunghe mura, numerosi condotti d'acqua, resti di templi ed edifici, e una strada lunga 500 passi. Schnars, ritornato a Padula, sparse la voce di dirigersi verso Cosenza per evitare imboscate ed invece imboccò la direzione opposta verso Eboli. Alle 19 del 2 dicembre, raggiunse Nocera, da cui prese il treno per tornare a Napoli.
Il viaggio dell'autore ha una sua singolarità: l'autore, orgoglioso, descrive una terra incognita quasi immaginaria. Egli scrive di una terra, il cui nome deriva da "lucus", che suscita il ricordo di notturne foreste e romantiche avventure, nonostante sia stata appena colpita da un terremoto.
Lo stile di Schnars, è proprio rapido e incisivo: dà informazioni essenziali, rivela le sue fonti antiche, ma è più vicino all'aneddotica che alla storia. Quando può però, registra cifre e dati. L'autore mostra nella sua opera la sua cultura classica e la sua conoscenza degli scritti medievali e classici. Di ogni città che incontra, lui descrive la storia, narra le legende, i miti, mostra i monumenti, rendendo la sua narrazione attraente. Al contenuto storico, archeologico e naturalistico, la sua Reise ("viaggio") è resa completa dalle osservazioni sull'agricoltura e sull'economia locale; lui infatti, esplora le vegetazioni e le coltivazioni delle località che incontra durante il suo viaggio. Di rilievo dal punto di vista storico-ambientale, è l'itinerario dei castelli federiciani che egli percorre e descrive abbondantemente, così come la città oraziana, Venosa. Schnars è un viaggiatore che scruta il paesaggio per conoscere la sua complessità e per descriverlo con intenso realismo. In realtà però, l'interesse più vero è rivolto all'uomo e alla consapevolezza di poter ritrovare un messaggio anche nell'osservazione di vita quotidiana. Schnars inizia lo scritto elogiandola "natura incontaminata" della Basilicata, descritta con l'attenzione di un osservatore rigoroso, senza forme poetiche tipiche di un letterato. Descrizioni secche, asciutte e romantiche. Egli però non è altrettanto romantico nel parlare del popolo lucano, che non appare composto da letterati, poeti, studiosi, ma da caprai, pastori, contadini, che lui definisce "sporchi, furbi, indifferenti e truffaldini" e anche ai benestanti vengono associate le stesse parole.  Lui si chiede cosa mai si possa pretendere da una classe dirigente così ignorante e chiusa, completamente sottomessa al potere politico centrale di Napoli. Ciò nonostante non si sofferma sulla descrizione della storia politica. Il suo libro suscita grande interesse invece per conoscere l'orografia della Lucania.